# Гейджтаун (Мічиган)
Гейджтаун (англ. Gagetown) — селище (англ. village) в США, в окрузі Тускола штату Мічиган. Населення — 321 особа (2020).

## Географія
Гейджтаун розташований за координатами 43°39′29″ пн. ш. 83°14′41″ зх. д. / 43.65806° пн. ш. 83.24472° зх. д. (43.658122, -83.244605).  За даними Бюро перепису населення США в 2010 році селище мало площу 2,55 км², з яких 2,54 км² — суходіл та 0,01 км² — водойми.

## Демографія
Згідно з переписом 2010 року, у селищі мешкало 388 осіб у 150 домогосподарствах у складі 107 родин. Густота населення становила 152 особи/км².  Було 171 помешкання (67/км²).
Расовий склад населення:
| - 97,7 % — білих - 1,0 % — осіб інших рас |

До двох чи більше рас належало 1,3 %. Частка іспаномовних становила 3,1 % від усіх жителів.
За віковим діапазоном населення розподілялося таким чином: 27,1 % — особи молодші 18 років, 57,4 % — особи у віці 18—64 років, 15,5 % — особи у віці 65 років та старші. Медіана віку мешканця становила 38,2 року. На 100 осіб жіночої статі у селищі припадало 103,1 чоловіків;  на 100 жінок у віці від 18 років та старших — 87,4 чоловіків також старших 18 років.
Середній дохід на одне домашнє господарство  становив 38 211 долар США (медіана — 31 094), а середній дохід на одну сім'ю — 41 050 доларів (медіана — 38 409). Медіана доходів становила 36 250 доларів для чоловіків та 26 875 доларів для жінок. За межею бідності перебувало 22,9 % осіб, у тому числі 30,6 % дітей у віці до 18 років та 8,2 % осіб у віці 65 років та старших.
Цивільне працевлаштоване населення становило 135 осіб. Основні галузі зайнятості: виробництво — 27,4 %, роздрібна торгівля — 20,0 %, освіта, охорона здоров'я та соціальна допомога — 14,1 %, мистецтво, розваги та відпочинок — 10,4 %.